# Jesús Sánchez Carrascosa
Jesús Sánchez Carrascosa (Cartagena, 1957) és un empresari i periodista valencià d'origen murcià. Fou director general de Presidència de la Generalitat Valenciana amb Eduardo Zaplana i exdirector de Canal 9, entre altres mitjans de comunicació.

## Trajectòria
El 1983 participà organitzant la campanya electoral de PSPV; quatre anys més tard, en la del Partit Cantonal de Cartagena, i el 1991, en la d'Unió Valenciana. El 1995 organitza la campanya que portà el seu amic d'infantesa Eduardo Zaplana a la Presidència de la Generalitat sota les sigles del Partit Popular. A partir d'aquest moment Sánchez Carrascosa passa a ocupar importants càrrecs dins la Generalitat Valenciana, com el de director general de Presidència i el de director general de Canal 9, fins al 1997. Aquest canal va ocupar la freqüència de TV3 a la comarca de la Safor el que va suscitar una acció popular.
L'etapa de Jesús Sánchez Carrascosa al capdavant de la televisió valenciana estigué marcada per la manipulació política de l'ens que esdevingué un vertader gabinet de comunicació de la Presidència de la Generalitat. També fou una etapa caracteritzada per l'externalització de programes a productores privades i l'aparició d'un nou format televisiu, l'anomenada «teleporqueria», amb programes pioners a l'Estat espanyol, com Tómbola, que va aconseguir elevats índex d'audiència. Aquesta desviació de fons públics cap a empreses privades va ser subjecte d'una investigació jurídica el 1999.
Després de deixar TVV el 1997, Sánchez Carrascosa passa a dirigir la recent creada Valencia TeVe i, poc després, el 2000, el Diario de Valencia on desenvolupà un periodisme dur i radical on pregonava la seua ideologia conservadora i espanyolista. Sánchez Carrascosa utilitzà els mitjans de comunicació per defensar el zaplanisme i provocà importants conflictes amb el nou president de la Generalitat, Francisco Camps. La victòria d'aquest contra els fidels a Zaplana va suposar una caiguda en picat del diari, que va arribar al punt de fer costat a Coalició Valenciana, partit d'ideologia blavera i ultradretana.
Valencia TeVe tancà les emissions el març de 2006, car no aconseguí cap llicència per a emetre en TDT, i el seu lloc va ser ocupat pel nou canal La Sexta, d'àmbit estatal. Sánchez Carrascosa intentà vendre la capçalera de Diario de Valencia a l'empresari valencià Juan Lladró, però la complicada situació econòmica de l'empresa impedí la venda, pel que Lladró es decidí a crear un nou periòdic també de caràcter blaver i ultradretà, Valéncia Hui.
Jesús Sánchez Carrascosa, que estava casat amb la periodista i exdirectora de Las Provincias amb la qual havia promogut la creació d'aquestes empreses, es va divorciar i marxà a Alacant, on muntà el seu negoci de venda de productes ecològics.